# کولزب
کولزب (به لاتین: Kulzeb) یک منطقهٔ مسکونی در روسیه است که در داغستان واقع شده‌است.